# 대한민국의 사적 (1980년대)
사적(史蹟)은 기념물 가운데 선사시대의 유적 및 고분, 정치 및 전쟁에 관한 유적, 제사ㆍ신앙에 관한 유적, 산업ㆍ교통ㆍ토목에 관한 유적, 교육ㆍ사회사업 관계 유적, 분묘와 비석 등의 유적으로 중요한 것을 말한다.

## 지정 목록 (1980년대)
| 번호  | 사진 | 명칭 | 소재지                                                   | 관리자 (단체)                | 지정일                                                                                      | 참조 |
| 271호 |      | 경희궁지 (慶熙宮址) (Gyeonghuigung Palace Site)                                                                                            | 서울 종로구 새문안로 45 (신문로2가)                      | 서울역사박물관, 종로구       | 1980년 9월 16일 지정                                                                        |      |
| 272호 |      | 남원 만인의총 (南原 萬人義塚) (Tomb of Ten Thousand Patriotic Martyrs, Namwon)                                                             | 전북 남원시 향교동 636                                   | 전라북도                     | 1981년 4월 1일 지정                                                                         |      |
| 273호 |      | 부산 복천동 고분군 (釜山 福泉洞 古墳群) (Ancient Tombs in Bokcheon-dong, Busan)                                                            | 부산 동래구 복천동 일원                                  | 부산광역시청(부산시립박물관) | 1981년 6월 9일 지정                                                                         |      |
| 274호 |      | 신안 해저유물 매장해역 (新安 海底遺物 埋藏海域) (Sea Area with Sunken Relics, Sinan)                                                       | 전남 신안군 증도면 방축리 해상                           | 신안군(반경2km내해역)        | 1981년 6월 16일 지정                                                                        |      |
| 275호 |      | 서울 연세대학교 스팀슨관(Stimson Hall) (서울 延世大學校 스팀슨館(Stimson Hall)) (Stimson Hall of Yonsei University, Seoul)                 | 서울 서대문구 연세로 50 (신촌동)                         | .                            | 1981년 9월 25일 지정                                                                        |      |
| 276호 |      | 서울 연세대학교 언더우드관(Underwood Hall) (서울 延世大學校 언더우드館(Underwood Hall)) (Underwood Hall of Yonsei University, Seoul)       | 서울 서대문구 연세로 50 (신촌동)                         | .                            | 1981년 9월 25일 지정                                                                        |      |
| 277호 |      | 서울 연세대학교 아펜젤러관(Appenzeller Hall) (서울 延世大學校 아펜젤러館(Appenzeller Hall)) (Appenzeller Hall of Yonsei University, Seoul) | 서울 서대문구 연세로 50 (신촌동)                         | .                            | 1981년 9월 25일 지정                                                                        |      |
| 278호 |      | 구 서울대학교 본관 (舊 서울大學校 本館) (Former Main Building of Seoul National University)                                                | 서울 종로구 동숭길 3 (동숭동)                            | .                            | 1981년 9월 25일 지정                                                                        |      |
| 279호 |      | 구공업전습소본관 (舊工業傳習所本館) (Main Building of Former National Industrial Institute)                                                | 서울 종로구 동숭동 199-1                                 | .                            | 1981년 9월 25일 지정                                                                        |      |
| 280호 |      | 서울 한국은행 본관 (서울 韓國銀行 本館) (Main Building of the Bank of Korea, Seoul)                                                        | 서울 중구 남대문로 39 (남대문로3가)                      | .                            | 1981년 9월 25일 지정                                                                        |      |
| 281호 |      | 서울 중앙고등학교 본관 (서울 中央高等學校 本館) (Main Building of Choong Ang High School, Seoul)                                           | 서울 종로구 창덕궁길 164 (계동)                          | .                            | 1981년 9월 25일 지정                                                                        |      |
| 282호 |      | 서울 중앙고등학교 서관 (서울 中央高等學校 西館) (West Building of Choong Ang High School, Seoul)                                           | 서울 종로구 창덕궁길 164 (계동)                          | .                            | 1981년 9월 25일 지정                                                                        |      |
| 283호 |      | 서울 중앙고등학교 동관 (서울 中央高等學校 東館) (East Building of Choong Ang High School, Seoul)                                           | 서울 종로구 창덕궁길 164 (계동)                          | .                            | 1981년 9월 25일 지정                                                                        |      |
| 284호 |      | 구 서울역사 (舊 서울驛舍) (Former Seoul Station Building)                                                                                  | 서울 중구 통일로 1 (봉래동2가)                           | 문화체육관광부               | 1981년 9월 25일 지정                                                                        |      |
| 285호 |      | 서울 고려대학교 본관 (서울 高麗大學校 本館) (Former Seoul Station Building)                                                                | 서울 성북구 안암동5가 1                                  | .                            | 1981년 9월 25일 지정                                                                        |      |
| 286호 |      | 서울 고려대학교 중앙도서관 (서울 高麗大學校 中央圖書館) (Central Library of Korea University, Seoul)                                       | 서울 성북구 안암동5가 1                                  | .                            | 1981년 9월 25일 지정                                                                        |      |
| 287호 |      | 인천 답동성당 (仁川 沓洞聖堂) (Dapdong Cathedral, Incheon)                                                                                 | 인천 중구 우현로50번길 2 (답동)                          | .                            | 1981년 9월 25일 지정                                                                        |      |
| 288호 |      | 전주 전동성당 (全州 殿洞聖堂) (Jeondong Catholic Cathedral, Jeonju)                                                                        | 전북 전주시 완산구 태조로 51 (전동)                      | .                            | 1981년 9월 25일 지정                                                                        |      |
| 289호 |      | 구 목포 일본영사관 (舊 木浦 日本領事館) (Former Japanese Consulate, Mokpo)                                                                 | 전남 목포시 영산로29번길 6 (대의동2가)                   | 목포시                       | 1981년 9월 25일 지정                                                                        |      |
| 290호 |      | 대구 계산동성당 (大邱 桂山洞聖堂) (Gyesandong Cathedral, Daegu)                                                                            | 대구 중구 서성로 20 (계산동2가)                          | .                            | 1981년 9월 25일 지정                                                                        |      |
| 291호 |      | 창원 진해우체국 (昌原 鎭海郵遞局) (Jinhae Post Office, Changwon)                                                                           | 경남 창원시 진해구 백구로 40 (통신동)                    | .                            | 1981년 9월 25일 지정                                                                        |      |
| 292호 |      | 김포 덕포진 (金浦 德浦鎭) (Deokpojin Fort, Gimpo)                                                                                          | 경기 김포시 대곶면 신안리 산103-1                        | 김포시                       | 1981년 9월 25일 지정                                                                        |      |
| 293호 |      | 정읍 전봉준 유적 (井邑 全琫準 遺蹟) (Historic Site Related to Jeon Bong-jun, Jeongeup)                                                     | 전북 정읍시 이평면 조소1길 20 (장내리)                   | 정읍시                       | 1981년 11월 28일 지정                                                                       |      |
| 294호 |      | 전주 남고산성 (全州 南固山城) (Namgosanseong Fortress, Jeonju)                                                                             | 전북 전주시 완산구 동서학동 산228                        | 전주시                       | 1981년 12월 10일 지정                                                                       |      |
| 295호 |      | 정읍 황토현 전적 (井邑 黃土峴 戰蹟) (Hwangtohyeon Battlefield, Jeongeup)                                                                   | 전북 정읍시 덕천면 동학로 742 (하학리)                   | 정읍시                       | 1981년 12월 10일 지정                                                                       |      |
| 296호 |      | 서울 관상감 관천대 (서울 觀象監 觀天臺) | 서울 종로구 원서동 206-2                                 | 종로구                       | 1982년 3월 26일 지정, 2011년 7월 28일 명칭변경, 2011년 12월 23일 해제, 보물 제1740호로 승격 |      |
| 297호 |      | 서울 몽촌토성 (서울 夢村土城) (Mongchontoseong Earthen Fortification, Seoul)                                                               | 서울 송파구 방이동 88-3                                  | 송파구                       | 1982년 7월 22일 지정, 2011년 7월 28일 명칭변경                                              |      |
| 298호 |      | 남원읍성 (南原邑城) (Namwoneupseong Walled Town)                                                                                           | 전북 남원시 동충동 464-1                                 | 남원시                       | 1982년 11월 3일 지정                                                                        |      |
| 299호 |      | 화성 제암리 3·1운동 순국 유적 (華城 堤岩里 3·1運動 殉國 遺蹟) (Historic Site of March First Independence Movement in Jeam-ri, Hwaseong)    | 경기 화성시 향남읍 제암리 322-4                          | 화성시                       | 1982년 12월 21일 지정                                                                       |      |
| 300호 |      | 경산임당동고분군 (慶山林堂洞古墳群) | 경북 경산시 임당동 676-1                                 | 경산시                       | 1983년 2월 3일 지정, 2011년 7월 28일 해제, 사적 제516호로 재지정                            |      |
| 301호 |      | 부여 정림사지 (扶餘 定林寺址) (Jeongnimsa Temple Site, Buyeo)                                                                              | 충남 부여군 부여읍 동남리 254                            | 부여군                       | 1983년 3월 26일 지정                                                                        |      |
| 302호 |      | 순천 낙안읍성 (順天 樂安邑城) (Naganeupseong Walled Town, Suncheon)                                                                        | 전남 순천시 낙안면 동·서·남내리                          | 순천시                       | 1983년 6월 14일 지정                                                                        |      |
| 303호 |      | 광한루원 (廣寒樓苑) | 전북 남원시 천거동 78                                    | 남원시                       | 1983년 7월 20일 지정, 2008년 1월 8일 해지, 명승 제33호로 재지정                             |      |
| 304호 |      | 담양소쇄원 (潭陽瀟灑園) | 전남 담양군 남면 지곡리 123                              | 담양군                       | 1983년 7월 20일 지정, 2008년 5월 2일 해제, 명승 제40호로 재지정                             |      |
| 305호 |      | 산청 조식 유적 (山淸 曺植 遺蹟) (Historic Site Related to Jo Sik, Sancheong)                                                               | 경남 산청군 시천면 원리, 사리 산72                       | 창녕조씨문중                 | 1984년 1월 26일 지정                                                                        |      |
| 306호 |      | 강화 갑곶돈 (江華 甲串墩) (Gapgotdon Watchtower, Ganghwa)                                                                                  | 인천 강화군 강화읍 갑곳리 1020외                         | 강화군                       | 1984년 8월 13일 지정                                                                        |      |
| 307호 |      | 보령 성주사지 (保寧 聖住寺址) (Seongjusa Temple Site, Boryeong)                                                                            | 충남 보령시 성주면 성주리 72                             | 보령시                       | 1984년 8월 13일 지정                                                                        |      |
| 308호 |      | 완도 청해진 유적 (莞島 淸海鎭 遺蹟) (Historic Site of Cheonghaejin Fort, Wando)                                                            | 전남 완도군 완도읍 장좌리 734                            | 완도군                       | 1984년 9월 1일 지정                                                                         |      |
| 309호 |      | 남원 실상사 (南原 實相寺) (Silsangsa Temple, Namwon)                                                                                       | 전북 남원시 산내면 입석리 33-3외                         | 대한불교조계종 실상사        | 1984년 10월 19일 지정                                                                       |      |
| 310호 |      | 해남 진산리 청자 요지 (海南 珍山里 靑磁 窯址) (Celadon Kiln Site in Jinsan-ri, Haenam)                                                     | 전남 해남군 산이면 진산리 136외                          | 해남군                       | 1985년 1월 4일 지정                                                                         |      |
| 311호 |      | 경주 남산 일원 (慶州 南山 一圓) (Archaeological Area of Namsan Mountain, Gyeongju)                                                         | 경북 경주시 인왕동 외4개동, 내남면 용장리 외2개리        | 경주시                       | 1985년 2월 23일 지정                                                                        |      |
| 312호 |      | 화순 운주사지 (和順 雲住寺址) (Unjusa Temple Site, Hwasun)                                                                                 | 전남 화순군 도암면 대초리, 용강리 산3외                  | 화순군                       | 1985년 4월 15일 지정                                                                        |      |
| 313호 |      | 영주 순흥 벽화 고분 (榮州 順興 壁畵 古墳) (Mural Tomb in Sunheung, Yeongju)                                                                | 경북 영주시 순흥면 읍내리 산29-1                         | 영주시                       | 1985년 11월 7일 지정                                                                        |      |
| 314호 |      | 광주 조선백자 요지 (廣州 朝鮮白磁 窯址) (Joseon White Porcelain Kiln Site, Gwangju)                                                        | 경기 광주시 남한산성면 외 5개면, 1개동                   | 광주시                       | 1985년 11월 7일 지정                                                                        |      |
| 315호 |      | 청주 흥덕사지 (淸州 興德寺址) (Heungdeoksa Temple Site, Cheongju)                                                                          | 충북 청주시 흥덕구 직지대로 713 (운천동)                 | 청주시                       | 1986년 5월 7일 지정                                                                         |      |
| 316호 |      | 서산 보원사지 (瑞山 普願寺址) (Bowonsa Temple Site, Seosan)                                                                                | 충남 서산시 운산면 용현리 105                            | 서산시                       | 1987년 7월 18일 지정                                                                        |      |
| 317호 |      | 충주 미륵대원지 (忠州 彌勒大院址) (Mireukdaewon Stone Temple Site, Chungju)                                                                | 충북 충주시 수안보면 미륵리 58                           | 충주시                       | 1987년 7월 18일 지정                                                                        |      |
| 318호 |      | 익산 나바위성당 (益山 나바위聖堂) (Nabawi Shrine, Iksan)                                                                                   | 전북 익산시 망성면 나바위1길 146 (화산리)                | .                            | 1987년 7월 18일 지정                                                                        |      |
| 319호 |      | 청주 신봉동 고분군 (淸州 新鳳洞 古墳群) (Ancient Tombs in Sinbong-dong, Cheongju)                                                          | 충북 청주시 흥덕구 신봉동 산7                            | 청주시                       | 1987년 7월 18일 지정                                                                        |      |
| 320호 |      | 울산 경상좌도병영성 (蔚山 慶尙左道兵營城) (Military Headquarters of Gyeongsangjwa-do Province, Ulsan)                                      | 울산 중구 서동 149-8번지 외                              | 중구                         | 1987년 7월 18일 지정                                                                        |      |
| 321호 |      | 보령 죽도 해저유물 매장해역 (保寧 竹島 海底遺物 埋藏海域) (Sea Area with Sunken Relics near Jukdo Island, Boryeong)                        | 충남 보령시 주포면 송학리 죽도앞바다                     | 보령시                       | 1987년 9월 18일 지정                                                                        |      |
| 322호 |      | 함양 황석산성 (咸陽 黃石山城) (Hwangseoksanseong Fortress, Hamyang)                                                                        | 경남 함양군 서하면 봉전리 산153-2                        | 함양군                       | 1987년 9월 18일 지정                                                                        |      |
| 323호 |      | 파주 윤관장군묘 (坡州 尹瓘將軍墓) (Tomb of General Yun Gwan, Paju)                                                                         | 경기 파주시 광탄면 혜음로 930 (분수리)                   | 파주시                       | 1988년 2월 27일 지정                                                                        |      |
| 324호 |      | 서울 구 서대문형무소 (서울 舊 西大門刑務所) (Former Seodaemun Prison, Seoul)                                                               | 서울 서대문구 현저동 101                                 | 서대문구                     | 1988년 2월 27일 지정                                                                        |      |
| 325호 |      | 진천산수리백제요지 (鎭川山水里百濟窯址) | 충북 진천군 덕산면 산수리 196-3                          | 진천군                       | 1988년 2월 27일 지정, 2011년 7월 28일 해제, 사적 제511호로 통합                             |      |
| 326호 |      | 합천 옥전 고분군 (陜川 玉田 古墳群) (Ancient Tombs in Okjeon, Hapcheon)                                                                    | 경남 합천군 쌍책면 성산리 산23외                         | 합천군                       | 1988년 7월 28일 지정                                                                        |      |
| 327호 |      | 창원 다호리 고분군 (昌原 茶戶里 古墳群) (Ancient Tombs in Daho-ri, Changwon)                                                               | 경남 창원시 의창구 동읍 다호리 237-3                     | 창원시                       | 1988년 9월 3일 지정                                                                         |      |
| 328호 |      | 경주 용강동 고분 (慶州 龍江洞 古墳) (Ancient Tomb in Yonggang-dong, Gyeongju)                                                              | 경북 경주시 용강동 1130-2외                              | 경주시                       | 1989년 1월 14일 지정                                                                        |      |
| 329호 |      | 용인 서리 고려백자 요지 (龍仁 西里 高麗白磁 窯址) (Goryeo White Porcelain Kiln Site in Seo-ri, Yongin)                                     | 경기 용인시 처인구 이동읍 중덕로 7, 외 (서리)            | 용인시                       | 1989년 1월 14일 지정                                                                        |      |
| 330호 |      | 서울 효창공원 (서울 孝昌公園) (Hyochang Park, Seoul)                                                                                       | 서울 용산구 효창동, 청파동2가 및 마포구 신공덕동, 공덕동 | 용산구                       | 1989년 6월 8일 지정, 2011년 7월 28일 명칭변경                                               |      |
| 331호 |      | 경산조영동고분군 (慶山造永洞古墳群) | 경북 경산시 조영동, 경산시 압량면 부적리 일원            | 경산시                       | 1989년 8월 21일 지정, 2011년 7월 28일 해제, 사적 516호로 통합                               |      |